# Al-Fayha Football Club
Maillots
Actualités
Le Al-Fayha Football Club (en arabe : نادي الفيحاء السعودي لكرة القدم), plus couramment abrégé en Al-Fayha, est un club saoudien de football professionnel fondé en 1954 et basé dans la ville d'Al-Majma'ah.